# 里姆斯峰 (塞斯文納山脈)
46°44′00″N 10°23′57″E / 46.73338°N 10.39914°E

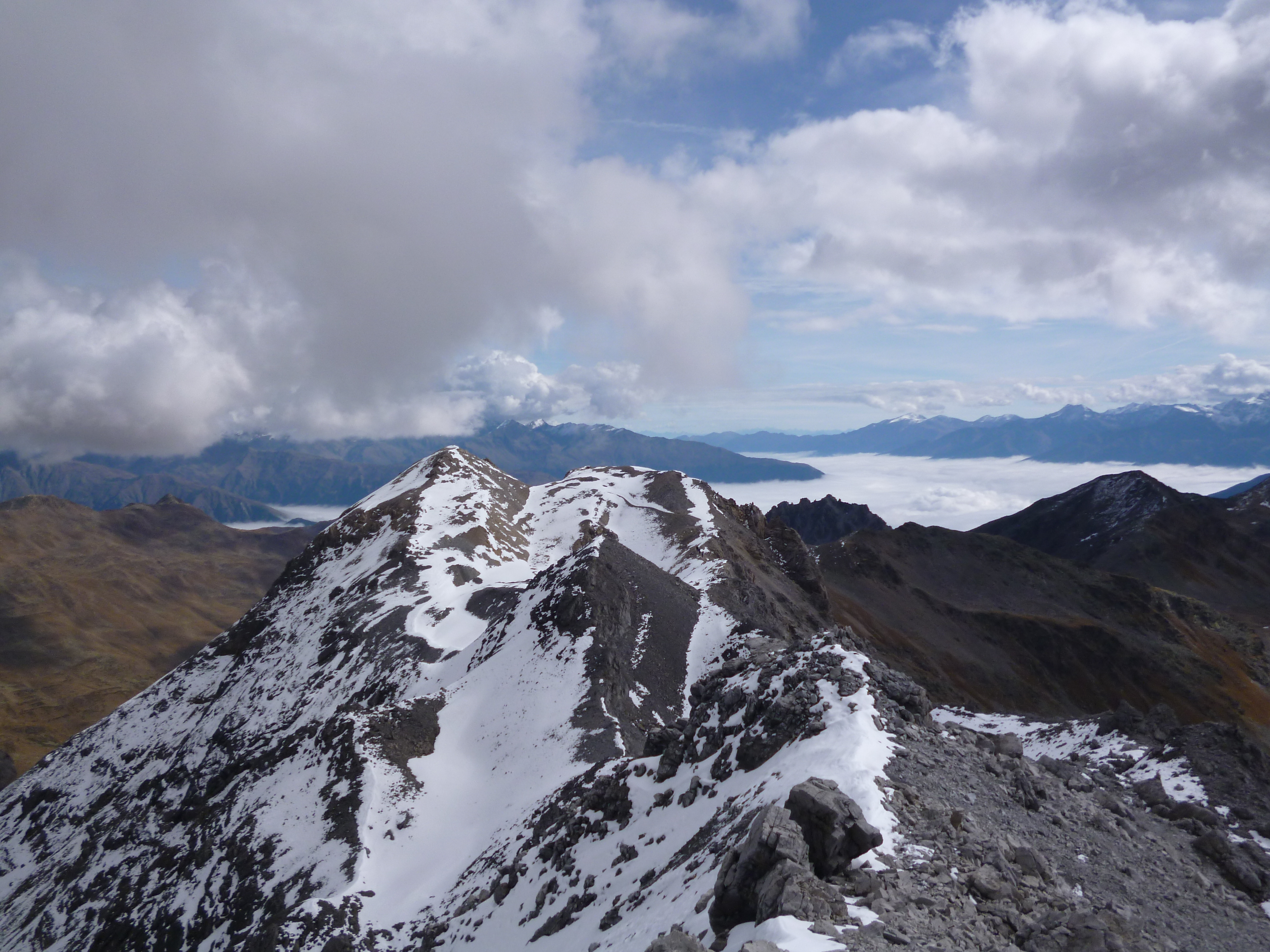

里姆斯峰（義大利語：Piz Rims），是中歐的山峰，位於瑞士和意大利接壤的邊境，屬於塞斯文納山脈的一部分，距離克里斯塔納斯峰0.5公里，海拔高度3,067米，每年平均降雨量1,367毫米。